# Pont Ouchakov
Le pont Ouchakov ou pont Ouchakovsky (auparavant appelé pont Stroganov) est un pont enjambant la rivière Bolchaïa Nevka à Saint-Pétersbourg, en Russie, nommé en référence à l'amiral Fyodor Ouchakov. 

## Description
Construit à l'origine en 1786 en tant que pont flottant, le pont a été reconstruit entre 1847 et 1853 comme pont en bois à plusieurs travées. Le pont a été réaménagé en 1906, 1911 et 1935.  La version actuelle du pont a été construite entre 1953 et 1955 selon les plans de Piotr Arechev. Le pont contient actuellement 11 travées, la travée centrale étant un pont basculant double. La base du pont est couverte de granit. Le pont mesure 254 mètres de long et 27 mètres de large.

## Vues

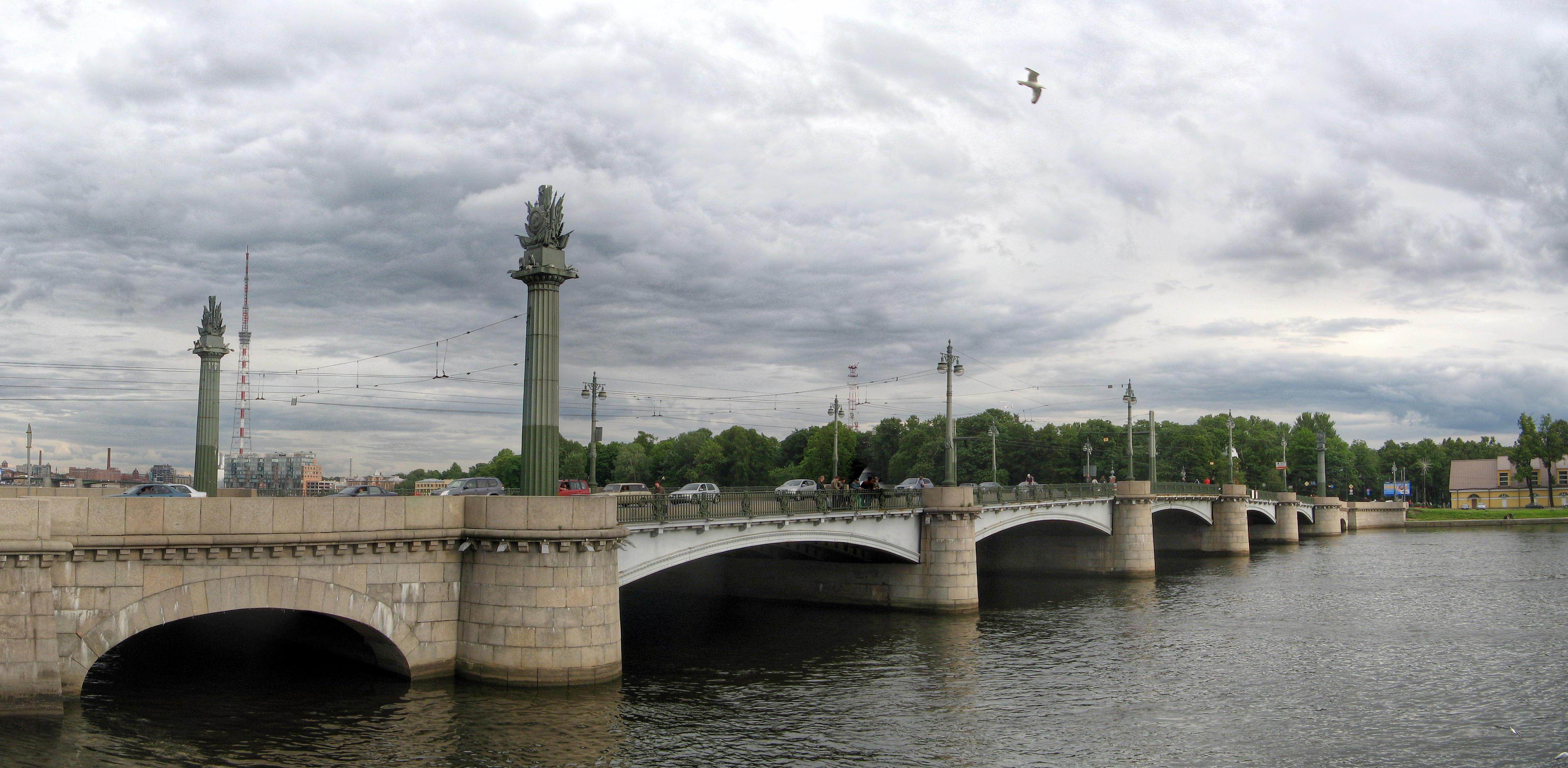
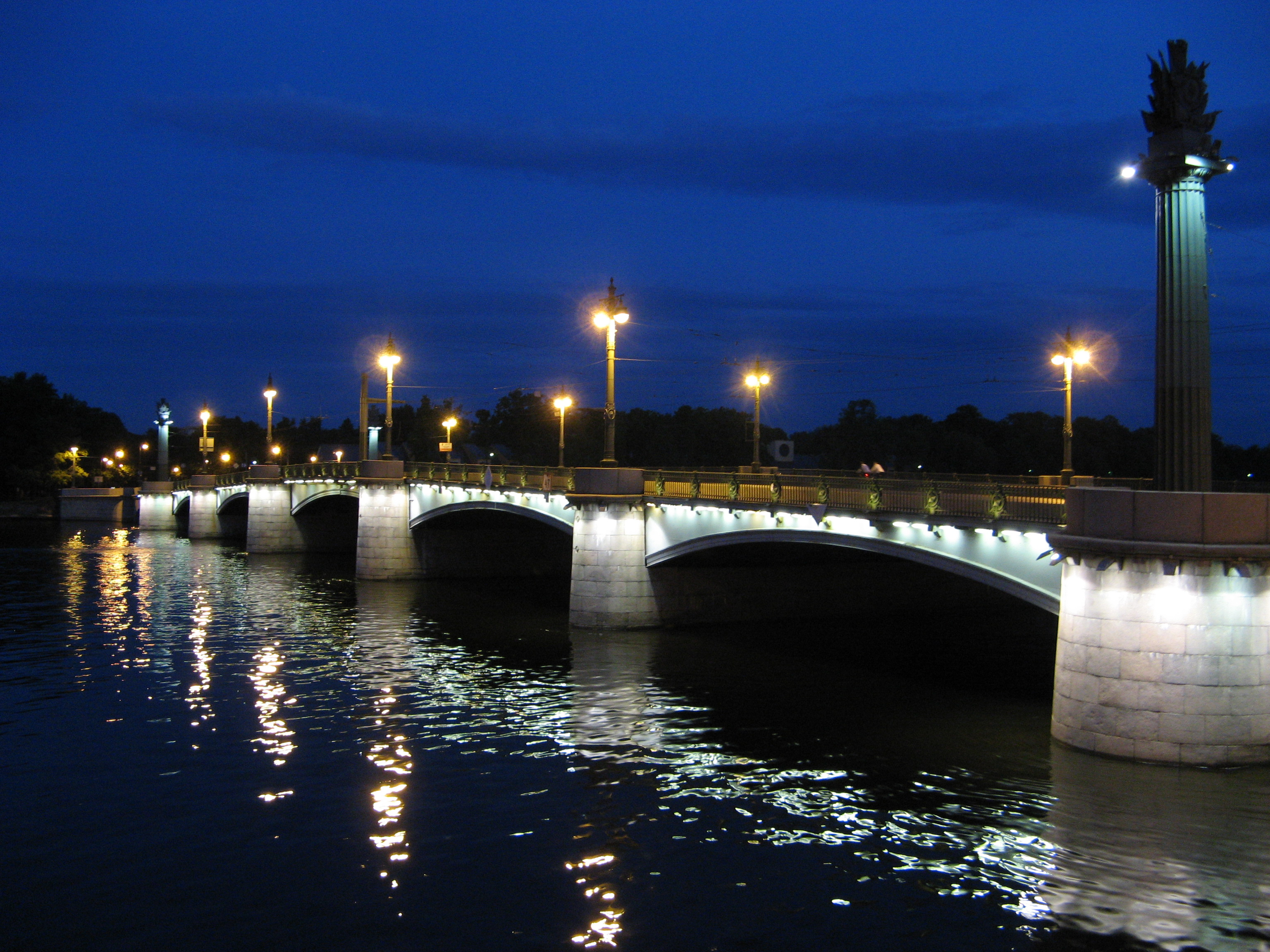
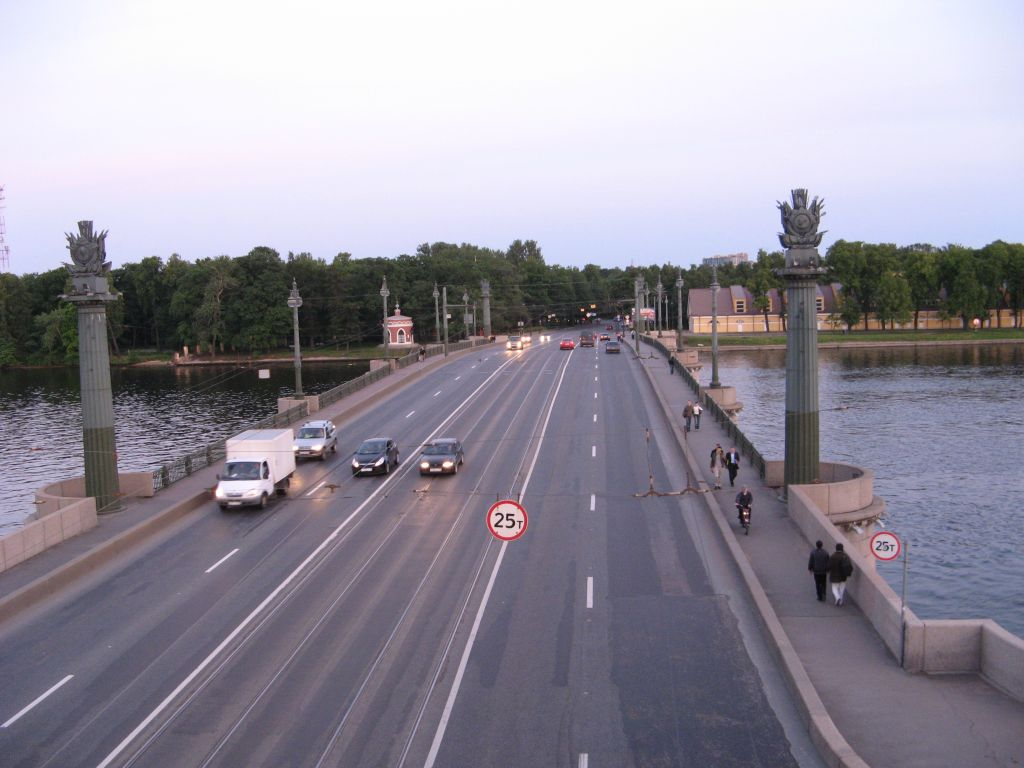
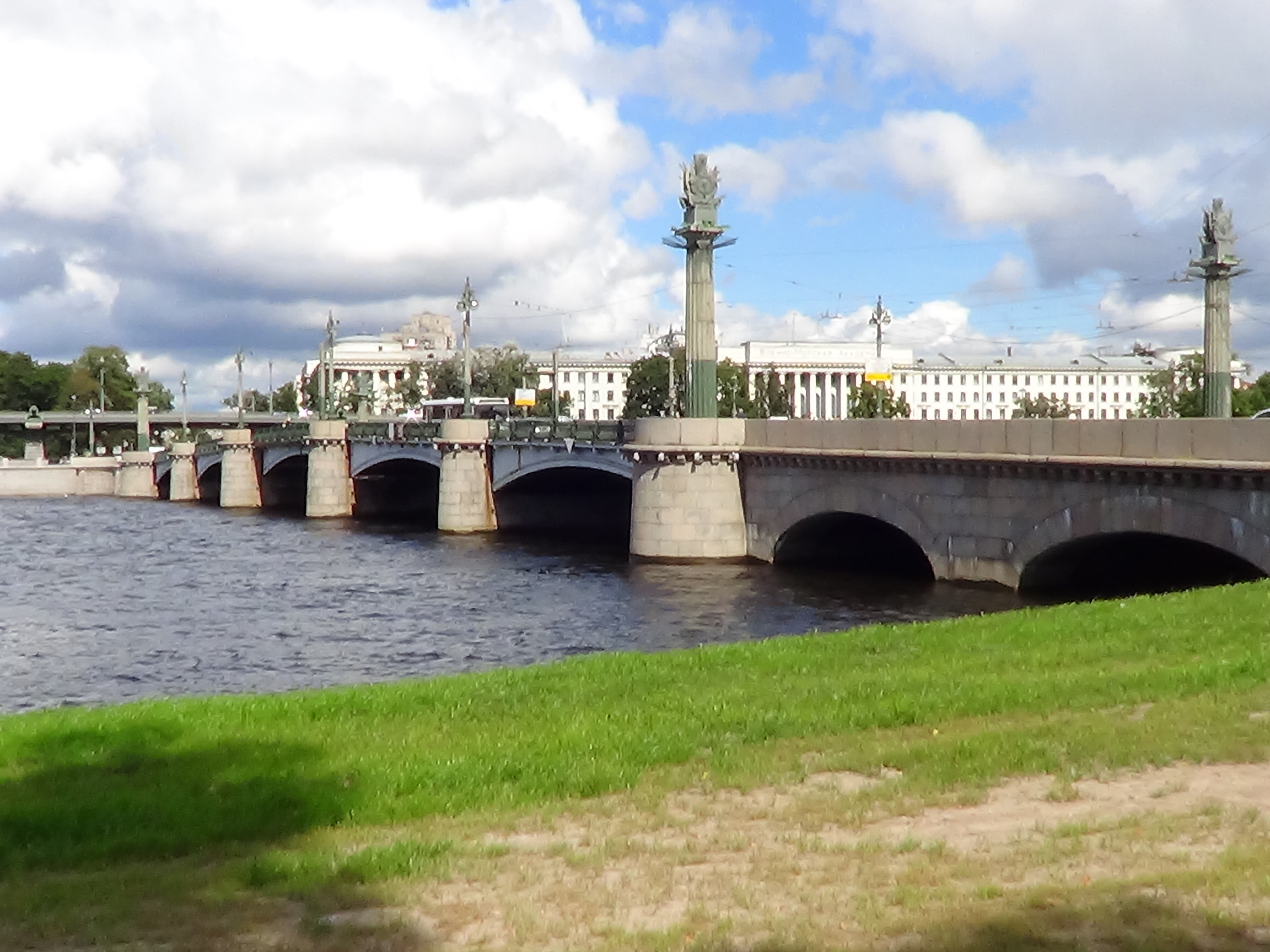
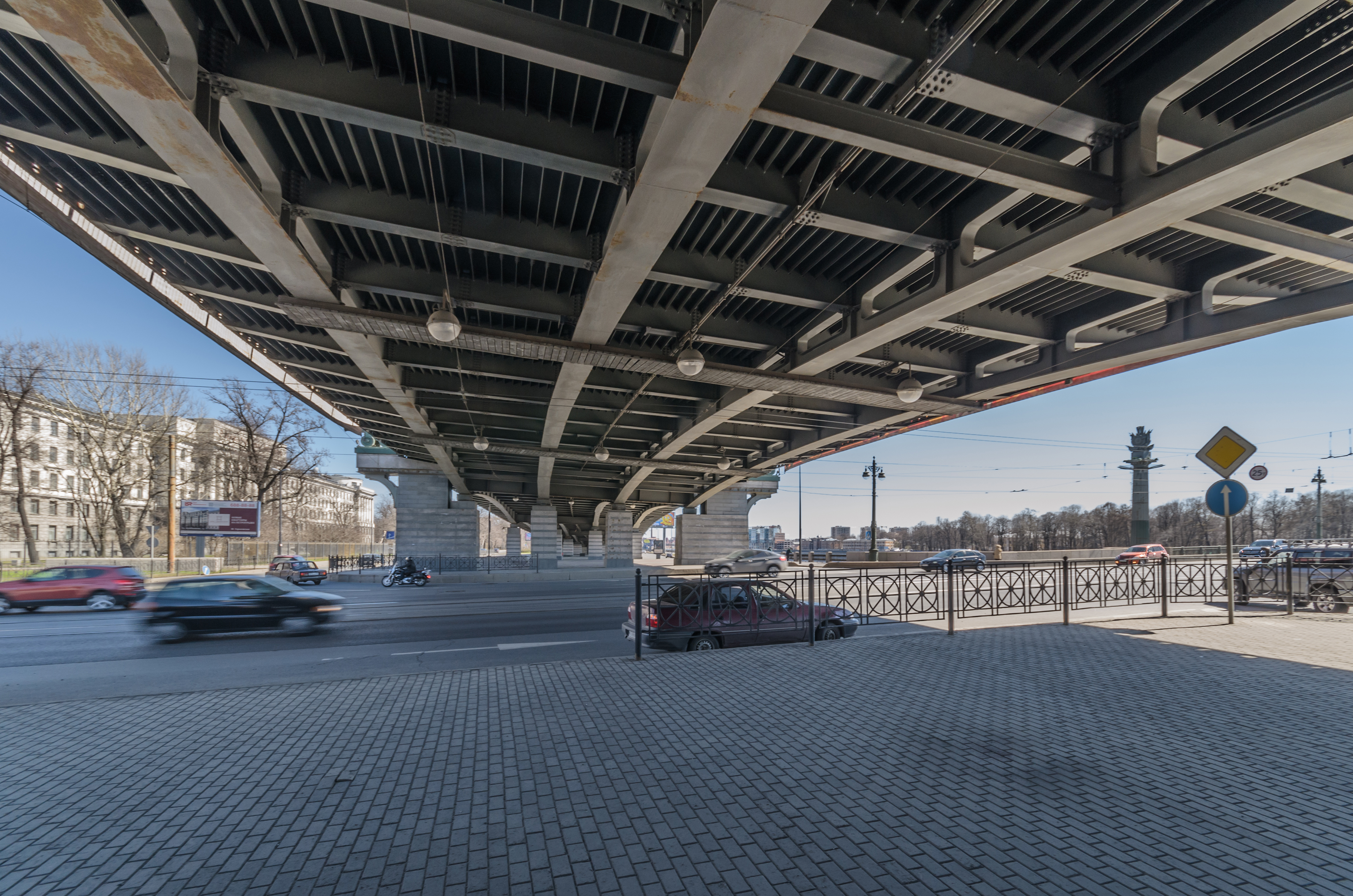